# Derek Stingley Jr.
Derek Stingley Jr., né le 20 juin 2001 à Baton Rouge, est un sportif professionnel américain de football américain jouant au poste de Cornerback depuis la saison 2022 dans la National Football League (NFL) pour la franchise des Texans de Houston.
Auparavant, au niveau universitaire, il a joué pendant trois saisons (201-2021) dans la NCAA Division I FBS pour les Tigers de l'université d'État de Louisiane (LSU). Il est ensuite sélectionné en 3e choix global lors du premier tour de la draft 2022 de la NFL par les Texans de Houston.

## Palmarès

### NFL
- Sélectionné dans la première équipe All-Pro 2024[4] ;
- Sélectionné pour les Pro Bowl Games 2025[5].

### NCAA
- Champion de la NCAA Division I FBS en 2019 avec les Tigers de LSU[6] ;
- Reconnu par consensus joueur All-American en 2019[7] ;
- Sélectionné dans la première équipe All-American en 2020 ;
- Sélectionné dans la première équipe de la conférence SEC en 2019[8] et 2020[9] .